# (1052) Belgica
1052 Belgica és un asteroide. Va ser descobert per Eugène Joseph Delporte el 15 de novembre de 1925. La seva designació provisional va ser 1925 VD. Deu el seu nom a Bèlgica.